# 桑营镇
桑营镇，是中华人民共和国安徽省阜阳市太和县下辖的一个乡镇级行政单位。

## 行政区划
桑营镇下辖以下地区：
淝南村、贾李村、桑庄村、三店村、闫营村、天齐村、桑营村、丰李村和双洺村。